# 尼納烏克羅山
11°59′24″S 76°01′39″W / 11.99000°S 76.02750°W
尼納烏克羅山（Nina Ukru），是秘魯的山峰，位於該國中南部利馬大區，由瓦羅奇里省的聖洛倫索德金蒂區負責管轄，屬於帕里亞卡卡山脈的一部分，海拔高度5,400米。